# Tito Víbio Varo (cônsul em 115)
Tito Víbio Varo (em latim: Titus Vibius Varus) foi um senador romano nomeado cônsul sufecto para o nundínio de setembro a dezembro de 115 com Marco Pompeu Macrino Neo Teófanes. Era filho do pretor Lúcio Víbio Varo e pai de Tito Víbio Varo, cônsul em 134. Além de seu consulado, o único cargo conhecido ocupado por Varo foi o de procônsul de Creta e Cirenaica. 